# Akis Joakim
Joakim „Akis” Joakim (gr. Άκης Ιωακείμ, Ákis Ioakeím; ur. 16 września 1975 w Nikozji) – cypryjski piłkarz występujący na pozycji obrońcy lub pomocnika, reprezentant Cypru w latach 1998–2003.

## Kariera klubowa
Wychowanek Omonii Nikozja, w której spędził całą swoją karierę. W sezonie 1994/95 został włączony do kadry pierwszego zespołu. W latach 1995–2008 rozegrał dla tego klubu 222 spotkania ligowe i zdobył 27 bramek. W sezonach 2000/01 i 2002/03 zdobył mistrzostwo Cypru, dwukrotnie wywalczył Puchar Cypru (1999/00, 2004/05) oraz trzykrotnie Superpuchar Cypru (2001, 2003, 2005). Uznawany za jednego z najwybitniejszych i najbardziej zasłużonych piłkarzy w historii Omonii.

## Kariera reprezentacyjna
5 lutego 1998 zadebiutował w reprezentacji Cypru w zremisowanym 1:1 towarzyskim meczu z Finlandią. Ogółem w latach 1998–2003 rozegrał w drużynie narodowej 28 spotkań i zdobył 3 gole w spotkaniach przeciwko Albanii (1998), Grecji (2001) i Czechom (2002).

### Bramki w reprezentacji
| LP | Data              | Miejsce                   | Przeciwnik | Bramka | Rezultat | Ranga meczu     |
| -- | ----------------- | ------------------------- | ---------- | ------ | -------- | --------------- |
| 1. | 19 sierpnia 1998  | Makario Stadium, Nikozja  | Albania    | 2:2    | 3:2      | Mecz towarzyski |
| 2. | 14 listopada 2001 | Stadio Kaisarianis, Ateny | Grecja     | 2:1    | 2:1      | Mecz towarzyski |
| 3. | 13 lutego 2002    | Stadion GSP, Strowolos    | Czechy     | 2:1    | 3:4      | Mecz towarzyski |

## Kariera trenerska
W latach 2013–2014 pracował jako asystent Kostasa Kaiafasa w Alki Larnaka. W marcu 2014 roku obaj szkoleniowcy rozpoczęli pracę w Omonii Nikozja, zastępując sztab Miguela Ángela Lotiny. W 2016 roku Joakim objął posadę szkoleniowca Omonii U-21. Po zwolnieniu przez zarząd Omonii Johna Carvera, w okresie od lutego do czerwca 2017 roku pełnił obowiązki pierwszego szkoleniowca, po czym objął posadę asystenta Pambosa Christodulu.

## Sukcesy
Omonia Nikozja
- mistrzostwo Cypru: 2000/01, 2002/03
- Puchar Cypru: 1999/00, 2004/05
- Superpuchar Cypru: 2001, 2003, 2005